# جيم غير معطشة
الجيم غير المعطشة أو الجيم القاهرية (أ.ص.د.: ⟨‎ɡ‏⟩) صوت غير موجود في اللغة العربية الفصحى، وهي جيم حنكية قصية. لكنها توجد في لهجات عربية كثيرة وفي لغات غير عربية. وهو نطق حرف الجيم في المصرية واللغات السامية (العبرية مثلا).

## رسمها في العربية الفصحى
لأنّ الجيم غير المعطّشة ليس لها مقابل في اللغة العربية الفصحى، يختلف رسمها بأحرف عربية، فتكتب على أربعة أوجه رئيسية حسب البلد:
- ج جيماً : في سلطنة عمان واليمن ومصر - وتسمى (جيم) بنطق الجيم غير معطشة.
- غ غيناً في بلاد الشام وغيرها.
- ق قافاً في ليبيا والسعودية والخليج والسودان وغيره - وتسمى (قاف) بنطق القاف جيما غير معطشة.
- ك كافاً (العراق وغيرها) - وتسمى (كاف) بنطق الكاف غير معطشة - أو بالكاف المعقودة (گ).

(مثلا الاسم الإيطالي «Gramsci» قد يُعرّب غرامشي أو جرامشي أو قرامشي أو كرامشي.)
كما يقابلها حروف عربية إضافية:
- القاف المثلثة (ڨ) في تونس والجزائر.

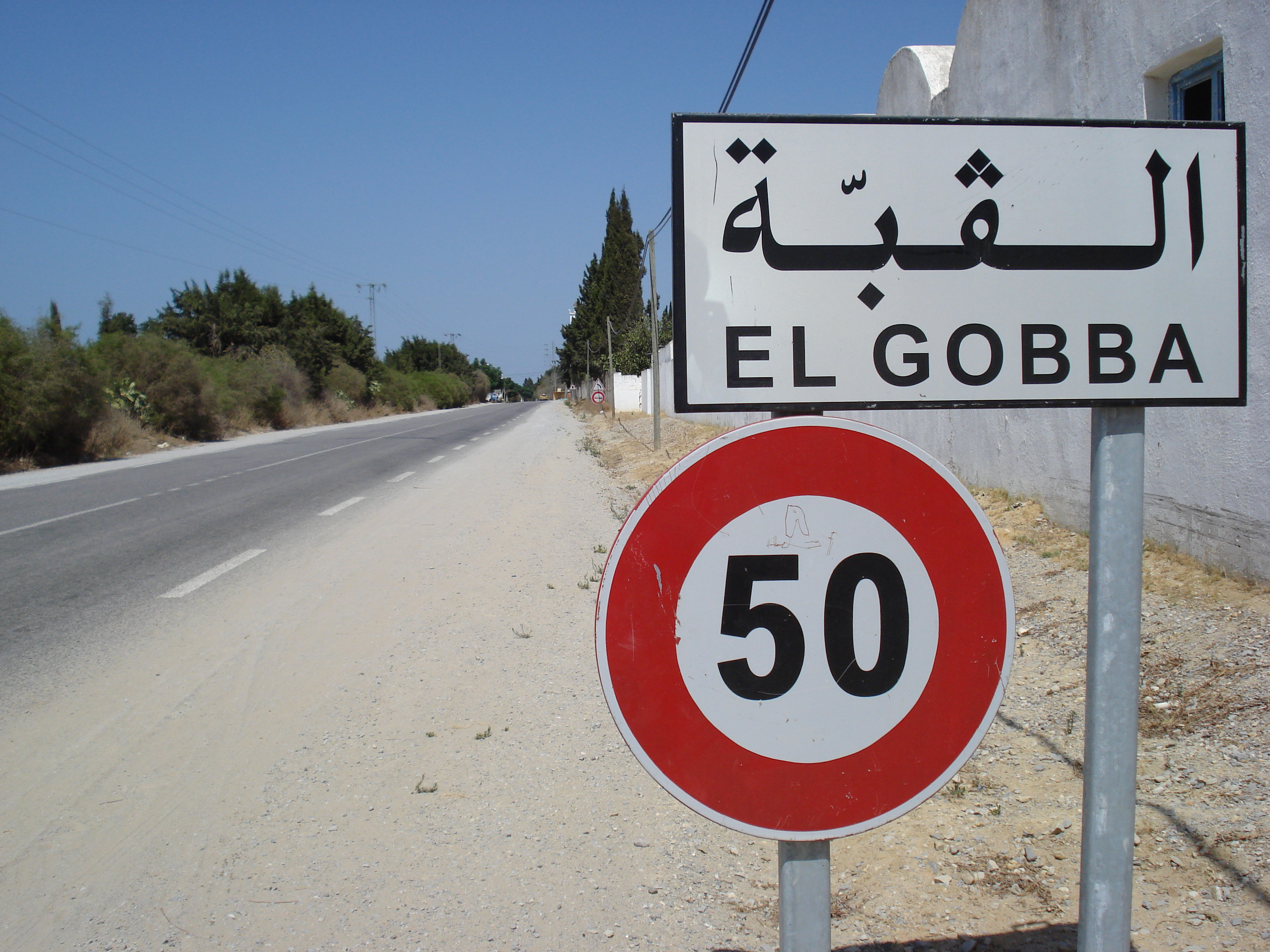

مثلا ڨالمة أو الڨبة
- الكاف المثلثة (ڭ) في المغرب.

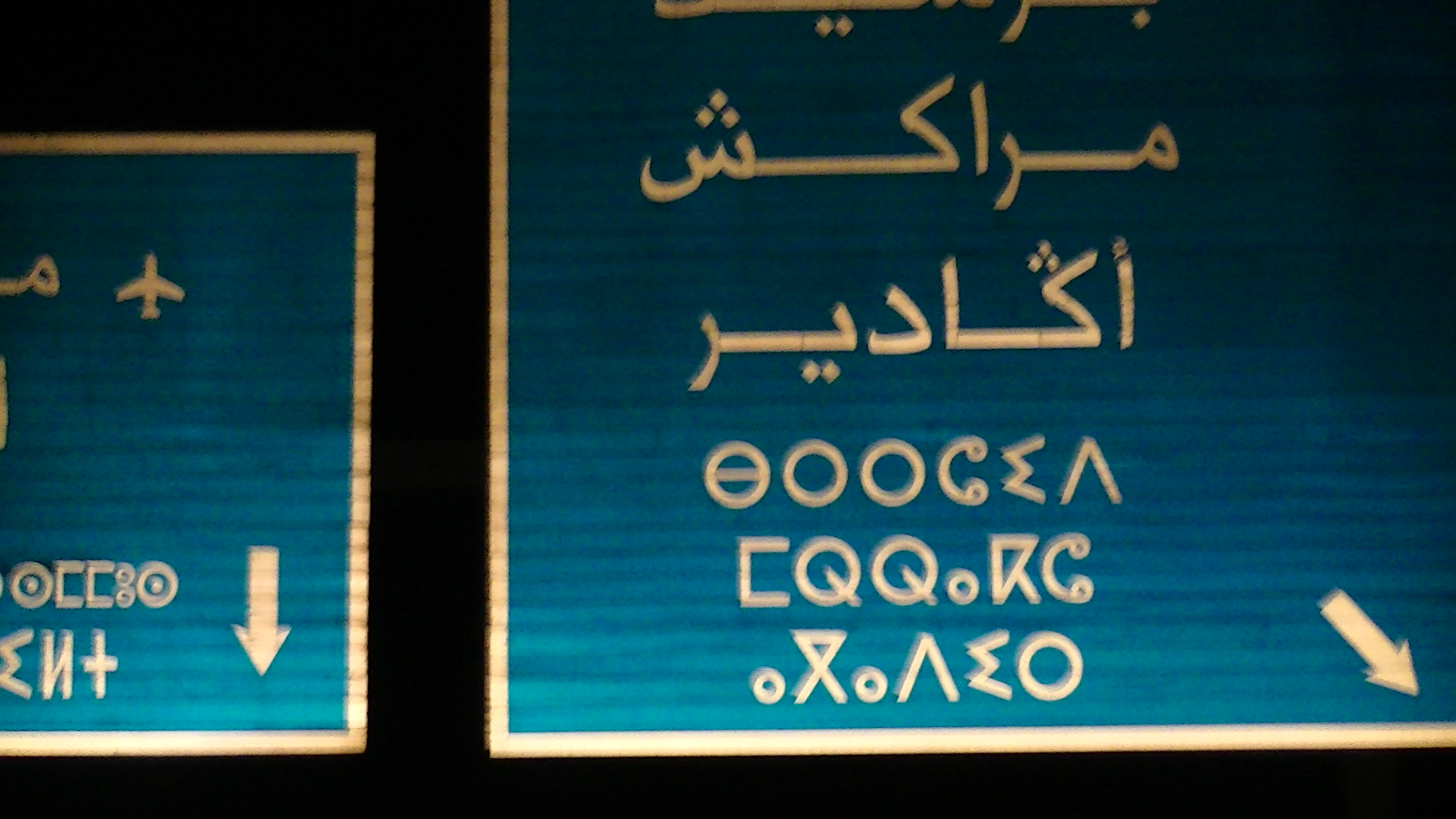
مثلا أڭادير

- الغين المثلثة (ڠ)[3]

## في اللهجات العربية
رغم انعدام وجودها في العربية الفصحى فإنها موجودة صوتياً في أغلب اللهجات العربية الدارجة:
- تنطق القاف مهجورة /g/ في أغلب لهجات الجزيرة العربية وشمال (صنعاء) وشرق (حضرموت) اليمن، بعض مناطق عمان، جنوب العراق، بعض مناطق الشام، السودان وصعيد مصر، ليبيا وموريتانيا بالإضافة لبعض مناطق ودول المغرب العربي.
- تنطق الجيم مهجورة /g/ فقط في ريف مصر ومدنها وجنوب (تعز-عدن) وغرب (تهامة) اليمن وبعض مناطق سلطنة عمان.

- ملاحظة: بما أن الجيم الأصلية تُلفظ جيما غير معطشة في مصر، يُشار إلى ما يُشبه الجيم الأصلية ب« جيم ثلاثية » ولكنها في الواقع تُنْطق أشبه بالـ(J) الفرنسية (مثلاً « چهينة » أو « چاك شيراك »)، ولفظها ليس بلفظ الجيم الأصلية، بل جيما يُسمّيها البعض الجيم اللبنانية.

- في تونس والجزائر تنطق القاف كما هو معروف في العربية الفصحى، ويُشار للجيم غير المعطشة بالقاف الثلاثية (مثلاً بورڨيبة).
- في العراق تنطق الكاف أحياناً جيمًا غير معطشة.

## في الأبجديات المشتقة من العربية
غالبًا ما تُقابل الجيم غير المعطّشة حروف عربية إضافية في البلدان غير العربية:
- (گ) في الفارسية، الأردية والكردية واللغات التركية (مثلاً الأويغورية والعثمانية).
- (گ) في الملايو والجاوية.
- (گ) في البشتو.
- (غ) في الرسم العجمي للّغات الإفريقية (مثلاً الولوفية).

## اقتراحات أخرى
- قرر مجمع اللغة العربية في حيفا استعمال «الجيم المثلثة» (چ) للجيم غير المعطشة وتُستعمل رسميا في إسرائيل.
- قرر مجمع اللغة العربية الافتراضي، وهو فريق متطوعين سعوديين غير رسمي، استحداث حرف «القيف» (قيف).

## في الأبجديات غير العربية
- يُقالبها في الإنجليزية الـ(Hard G).
- يُقابلها في الألمانية والإيطالية الـ(G - g).
- يُقابلها في الروسية الـ(Г - г).
- يُقابلها في اليونانية الـ(Γ - γ).
- يُقابلها في الأمازيغية الـ(ⴳ).

## انظر ايضًا
- چ